# Sulfadoxine
La sulfadoxine est un antibiotique sulfamidé longtemps utilisé en association fixe avec la pyriméthamine comme traitement préventif ou curatif du paludisme à souches résistantes à d'autres médications. Il agit en inhibant la dihydrofolate réductase, ce qui bloque le métabolisme de l'acide folique du protozoaire.
Les suflamides sont peu efficaces sur Plasmodium ovale et Plasmodium vivax, et des souches de Plasmodium falciparum résistantes à l'association sulfadoxine/pyriméthamine existent également. En raison de ces pharmacorésistances, l'emploi de cette association pour un usage de routine n'est plus recommandé.
Elle fait partie de la liste des médicaments essentiels de l'Organisation mondiale de la santé (liste mise à jour en avril 2013).